# Pagyda tremula
Pagyda tremula là một loài bướm đêm trong họ Crambidae.